# Homrogd
Homrogd là một thị trấn thuộc hạt Borsod-Abaúj-Zemplén, Hungary. Thị trấn này có diện tích 13,47 km², dân số năm 2010 là 987 người, mật độ 73 người/km².